# Västra Dofsetjärnen
Västra Dofsetjärnen är en sjö i Malung-Sälens kommun i Dalarna och ingår i Dalälvens huvudavrinningsområde.